# Trialeti (gebied)
Trialeti (Georgisch: თრიალეთი) is een cultuur-historische en geografische streek in zuid-centraal Georgië. 

## Etymologie
In het Georgisch betekent de naam Trialeti "een plaats van zwerven".

## Geografie

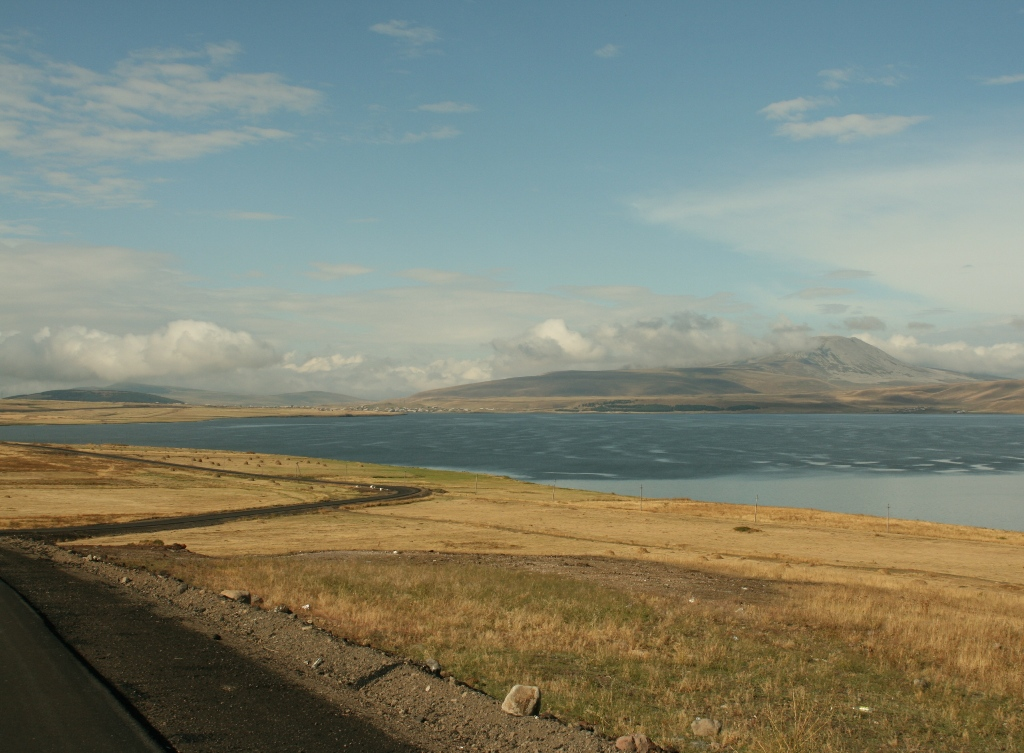
Een groot deel van Trialeti bestaat uit hoogland.

Trialeti ligt in de regio Kvemo Kartli en komt overeen met de gemeente Tsalka. Het Trialetigebergte vormt de noordelijke afbakening en maakt deel uit van Trialeti. De overige afbakening van het gebied is onduidelijk, maar kan aangrenzende delen bevatten van de gemeenten Tetritskaro (oost), Dmanisi (zuid) en Bordzjomi (west).
De plaats Tsalka is historisch het centrum van het gebied. Het centrale gedeelte van de streek rond Tsalka is een hooglandplateau van ongeveer 1500-1900 meter bovenzeeniveau en wordt de Tsalka-depressie genoemd. Het Samsarigebergte ligt in het westen van de streek.

## Geschiedenis
In het gebied zijn archeologische vondsten gedaan van verschillende archeologische cultuur uit de prehistorie. In Tsalka zijn vondsten gedaan van de Mesolithische Trialeticultuur, die dateren uit circa 16.000 - 8.000 BP. In het midden van de 20e eeuw werden vondsten gedaan van de Trialeticultuur, een archeologische cultuur uit de bronstijd. Het gebied is rijk aan monumenten van Georgisch cultureel erfgoed: er zijn meer dan honderd kerken en gebouwen met Georgische inscripties. In de middeleeuwen lag Trialeti in het uiterste noordoosten van het Georgische vorstendom Tao-Klardzjeti. Op de grens in het Trialetigebergte stond het fort Kldekari, de machtsbasis van het gelijknamige hertogdom.
De plaatsen Tsalka en Recha zijn overgebleven economische centra op het grondgebied van Trialeti, nadat het in de tweede helft van de 18e eeuw ontvolkt is geweest. Het gebied werd na de annexatie door het Russische Rijk in de 19e eeuw een centrum van Pontische Grieken. 